# St. Christophorus (Haufeld)

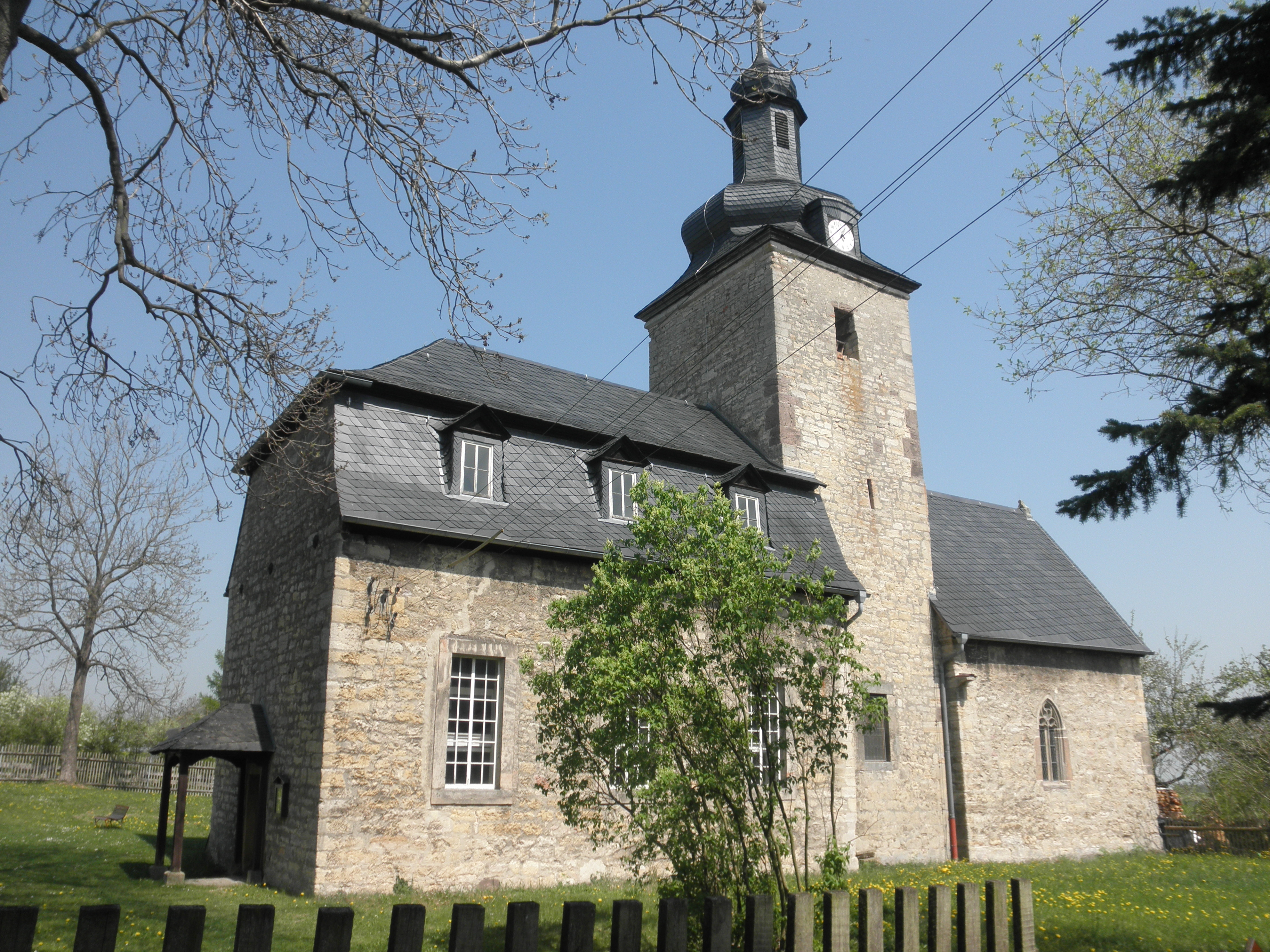
Die Kirche

Die Dorfkirche St. Christophorus im Ortsteil Haufeld der Stadt Rudolstadt im Landkreis Saalfeld-Rudolstadt in Thüringen liegt mit dem Friedhof am nördlichen Ostrand im Rundlingsdorf. Ihr Kirchturm befindet sich mittig, im Westen und Osten des Turmes die beiden Kirchenschiffe.
Sie gehört zum Pfarrbereich Teichel im Kirchenkreis Saalfeld-Rudolstadt der Evangelischen Kirche in Mitteldeutschland.

## Geschichte und Ausstattung
In dem romanischen Kirchenschiff sind Wandmalereien aus dem 14. Jahrhundert erhalten, die zu den bedeutendsten gotischen Wandmalereien in Thüringen zählen und 1931 freigelegt wurden. Im Altarraum ist der heilige Christophorus dargestellt. 1529 wurde die Kirche evangelisch. Der Kirchturm bekam 1762 seine jetzige typische Gestalt. Zwei Jahre später erfolgte der Einbau der Turmuhr.
Spenden erlaubten 1985 die Neueindeckung des Kirchturms. Auch ein neuer Turmknopf und die Neueindeckung der Schieferdecke über den Wandmalereien wurde realisiert.
1993 erfolgten umfangreiche Restaurierungsarbeiten an der Kirche mit Mitteln des Landesamtes für Denkmalpflege und Archäologie des Freistaates Thüringen.
1883 erfolgte der Einbau der neuen größeren Orgel. Gleichzeitig wurden die Emporen erweitert.
1921 erfolgte der Kauf einer neuen Glocke und einer Turmuhr mit Schlagwerk.